# СОКО Ј-20 Крагуј
СОКО Ј-20 Крагуј (серб. СОКО J-20 Крагуй — ястреб-перепелятник) — югославский и сербский лёгкий штурмовик, спроектированный в Авиационно-техническом институте в 1962 году и производившийся на заводах СОКО в Мостаре. Состоял на активной военной службе с 1964 по 1989 годы, ныне используется в качестве учебного и участвует в показательных полётах. Строился для борьбы с авиацией противника в условиях партизанской войны, проектировался также и для борьбы с вертолётами.

## Общее описание
В годы Холодной войны в Югославии возникла потребность в создании специального самолёта, который мог бы себя эффективно проявлять в условиях партизанской войны. В случае потенциального военного конфликта и возможного уничтожения аэродромов ВВС Югославии подобный самолёт мог бы взлетать с короткой импровизированной травяной ВПП.
Первый полёт самолёта J-20 состоялся в 1962 году, серийное производство началось в 1964 году. Производился в двух сериях на заводе в Мостаре: итого был собран 41 самолёт (14 в первой серии и 27 во второй). Обозначался в международной классификации COIN (англ. COIN - Counter insurgency, противоповстанческий).
Вооружение самолёта, которое по качеству значительно уступает современному вооружению, тем не менее, полностью отвечало требованиям технического проекта и предназначению самого самолёта. J-20 был вооружён двумя пулемётами калибром 7,7 мм, на подвесках ставилось ракетно-бомбовое вооружение. В состав последнего могли входить две неуправляемые ракеты калибром 127 мм, 24 ракеты калибром 57 мм (две пусковые установки), две зажигательные бомбы массой 150 кг или многочисленные малые бомбы массами по 2, 4 или 16 кг.
В настоящее время оставшиеся на службе самолёты используются в качестве учебных или участвуют в показательных полётах. J-20 являлись неотъемлемой частью авиации Территориальной обороны Югославии. Эти же истребители-бомбардировщики были задействованы в съёмках фильма «Партизанская эскадрилья».

## Технические характеристики[2]
Технические характеристики
- Экипаж: 1
- Длина: 7,93 м
- Размах крыла: 10,64 м
- Высота:
- Площадь крыла: 17 м²
- Масса пустого: 1130 кг
- Нормальная взлётная масса: 1317 кг
- Максимальная взлётная масса: 1620 кг
- Силовая установка: 1 ×  Lycoming GSO-480

Лётные характеристики
- Максимально допустимая скорость: 295 км/ч
- Крейсерская скорость: 275 км/ч
- Практическая дальность: 800 км
- Практический потолок: 8000 м
- Длина разбега: 175 м
- Длина пробега: 120 м

Вооружение
- Стрелково-пушечное: два 7,7-мм пулемёта
- Точки подвески: две
- Неуправляемые ракеты: две ракеты калибром 127 мм или 24 ракеты калибром 57 мм
- Бомбы: две 150-кг зажигательные бомбы или малые бомбы массой 2/4/16 кг

|  |  |